# Cadillac DTS
Cadillac DTS – samochód osobowy klasy luksusowej produkowany pod amerykańską marką Cadillac w latach 2006 – 2011.

## Historia i opis modelu

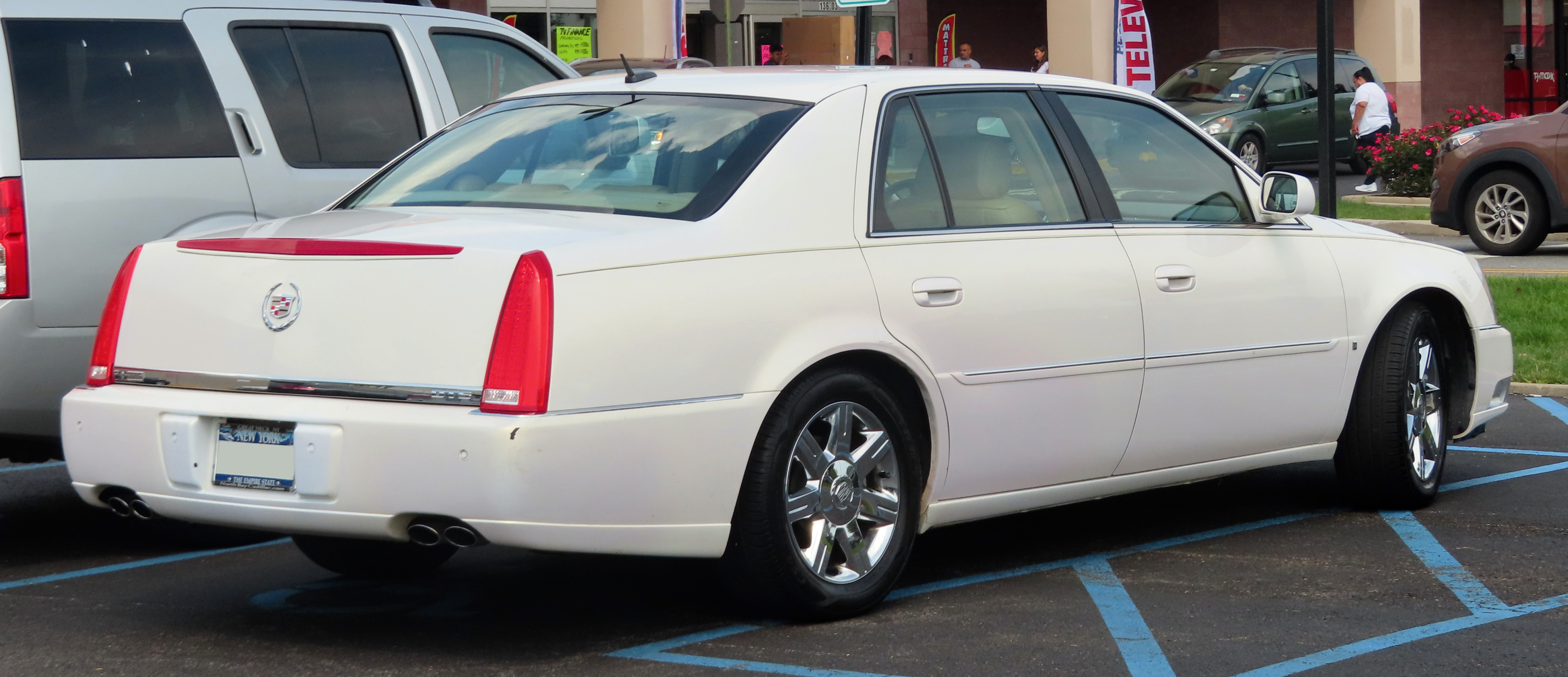
Cadillac DTS - tył

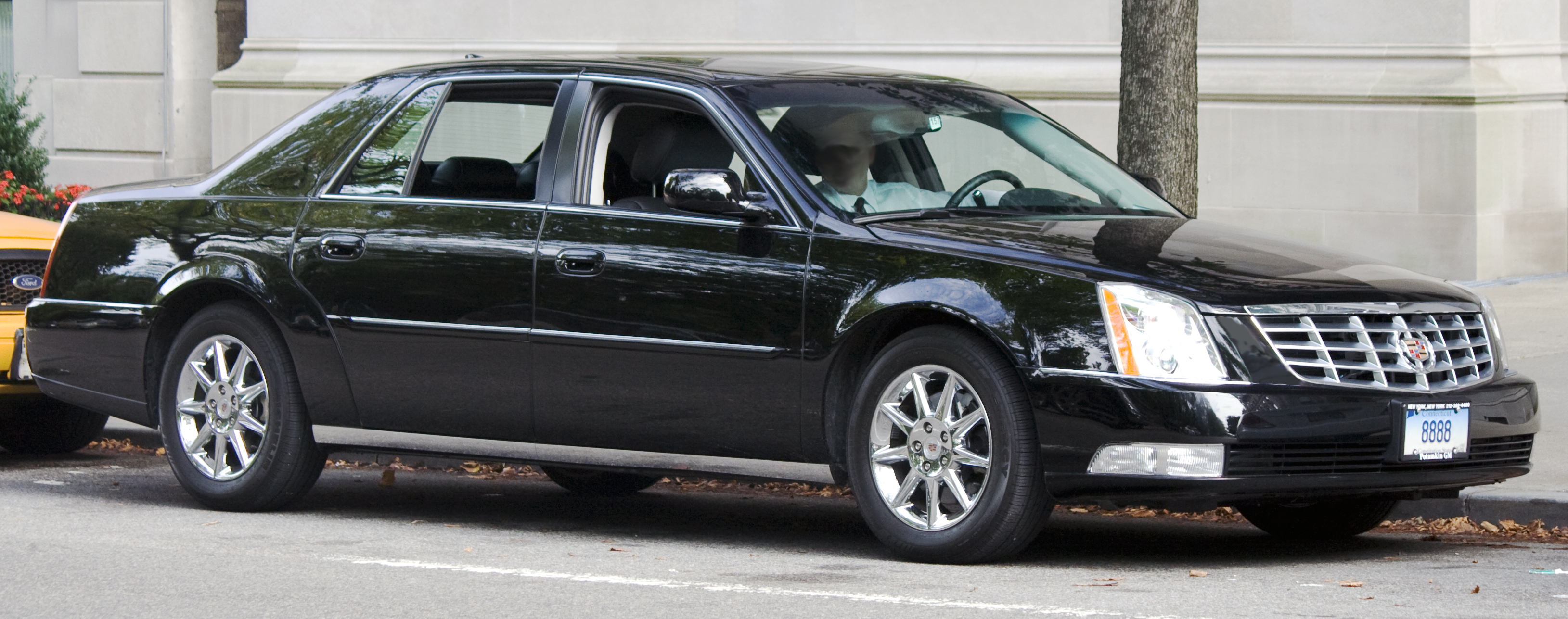
Cadillac DTS-L

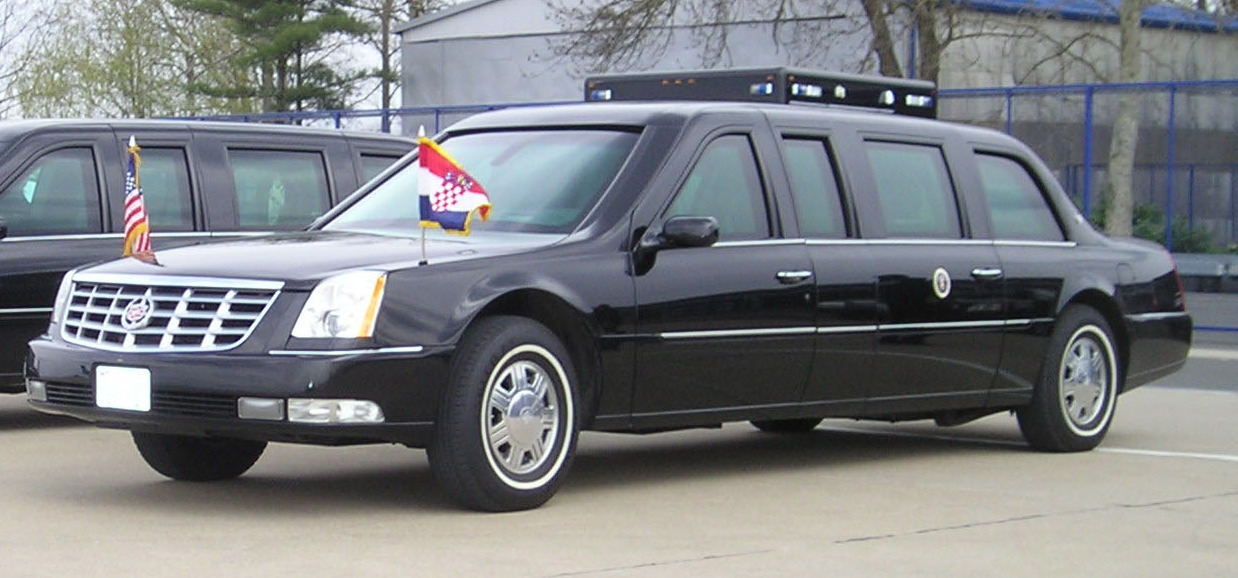
Cadillac DTS Presidental State Car George’a W. Busha

DTS trafił na rynek w 2005 roku jako gruntownie zmodernizowany DeVille ósmej generacji, w ramach której z powodu wdrożenia przez producenta nowej polityki nazewniczej otrzymał nową nazwę opartą na trzyliterowym schemacie z S na końcu. W stosunku do pierwotnej wersji, Cadillac CTS otrzymał przemodelowany pas przedni z większymi reflektorami, inne lampy tylne, zmodernizowane zderzaki, a także dużą, chromowaną atrapę chłodnicy z logo producenta na środku. DTS pełnił funkcję sztandarowej limuzyny marki, będąc największym samochodem osobowym w ofercie producenta. Produkcja samochodu trwała do 2011 roku - ostatni egzemplarz trafił do kolekcjonera samochodów Cadillaka.

### DTS Presidental State Car
Cadillac DTS posłużył jako baza techniczna dla opracowania limuzyny prezydenckiej dla ówczesnego prezydenta Stanów Zjednoczonych, George’a W. Busha. W stosunku do cywilnej wersji, samochód wyróżniał się wyraźnie dłuższym nadwoziem, opancerzoną powierzchnią szyb i poszycia nadwozia, a także licznymi udogodnieniami z myślą o komforcie. Samochód pozostał w użytku do 2009 roku, kiedy to na potrzeby nowego prezydenta Stanów Zjednoczonych, Baracka Obamy Cadillac opracował nową limuzynę o nazwie One.

### Wyposażenie
Wyposażenie dodatkowe obejmuje m.in. ABS, chłodzone i podgrzewane fotele, trójstrefową klimatyzację, łącze Bluetooth, czujniki parkowania, funkcję masażu w przednich fotelach, system bezpieczeństwa ostrzegający przed opuszczaniem pasa ruchu, system OnStar z abonamentem na rok, nawigację satelitarną, układ zdalnego uruchomiania silnika. W najbogatszej odmianie, DTS Platinium, w standardzie do luksusowego Cadillaca trafia zawieszenie Magnetic Ride, gwarantujące komfort jazdy na najwyższym poziomie.

### Wersje wyposażenia
- Standard
- Luxury I
- Luxury II
- Luxury III
- Standard Luxury Premium
- Performance
- Platinum

### Produkcja
| Rok  | Liczba sprzedanych egzemplarzy |
| ---- | ------------------------------ |
| 2005 | 23,322                         |
| 2006 | 58,224                         |
| 2007 | 51,469                         |
| 2008 | 30,479                         |
| 2009 | 17,330                         |
| 2010 | 18,640                         |
| 2011 | 11,589                         |
| 2012 | 465                            |